# Liste der Monuments historiques in La Loge-Pomblin
Die Liste der Monuments historiques in La Loge-Pomblin führt die Monuments historiques in der französischen Gemeinde La Loge-Pomblin auf.

## Liste der Objekte
| Bezeichnung               | Beschreibung                                                     | Standort                       | Kennzeichnung | Schutzstatus | Datum | Bild |
| ------------------------- | ---------------------------------------------------------------- | ------------------------------ | ------------- | ------------ | ----- | ---- |
| Skulptur Madonna mit Kind | Kalkstein, übertüncht und vergoldet, Anfang des 14. Jahrhunderts | in der Kirche St-Thomas (Lage) | PM10001057    | Classé       | 1908  |      |